# Хамзоая
Хамзоая (рум. Hamzoaia) — село у повіті Нямц в Румунії. Входить до складу комуни Ташка.
Село розташоване на відстані 274 км на північ від Бухареста, 25 км на захід від П'ятра-Нямца, 120 км на захід від Ясс, 142 км на північ від Брашова.

## Населення
За даними перепису населення 2002 року у селі проживали 380 осіб, усі — румуни. Усі жителі села рідною мовою назвали румунську.